# Paola Ferrari (Moderatorin)
Paola Ferrari (* 6. Oktober 1960 in Mailand) ist eine italienische Journalistin und Moderatorin.

## Leben
Ferrari debütierte 1977 im italienischen Fernsehen. Sie schrieb ihre ersten Artikel für L'Intrepido und heuerte später bei RAI an, wo sie bald Sportsendungen moderieren sollte u. a. das populäre Format Domenica Sportiva. Sie gilt als eine der bekanntesten Moderatorinnen des Landes. 2010 kandidierte sie bei der Wahl zur Abgeordnetenkammer für die neofaschistische Partei La Destra.
Sie ist mit dem Medienunternehmer Carlo De Benedetti verheiratet, und Mutter von zwei Kindern.